# Јединствена горанска партија
Јединствена горанска партија (скраћено ЈГП) је политичка странка горанске мањине у Републици Косово.

## Историја
Јединствену горанску партију регистровала је Централна изборна комисија 12. маја 2014. године.

## Заступство
Од свог оснивања, Јединствена горанска партија је три пута освојила мандат намењен Горанцима у Скупштини Републике Косово на парламентарним изборима 2017, 2019. и 2021. године. Део је парламентарне већине у Скупштини, а такође је присутна у Влади Републике Косово са једним замеником министра. На нивоу локалне самоуправе, на општинским изборима у Драгашу, освојила је 2 од 27 мандата у локалној скупштини.

## Резултати на изборима
| Година | # гласова | % од важећих | # мандата | Мандати за Горанце | +/– |
| ------ | --------- | ------------ | --------- | ------------------ | --- |
| 2017.  | 2.369     | 0,33%        | 1 / 120   | 1 / 1              | 1   |
| 2019.  | 1.159     | 0,14%        | 1 / 120   | 1 / 1              | 1   |
| 2021.  | 2.162     | 0,25%        | 1 / 120   | 1 / 1              | 1   |